# Anton Oblak (duhovnik)
Anton Oblak, slovenski katoliški duhovnik in strokovnjak za prašičjerejo, * 12. junij 1871, Horjul, † 8. april 1953, Šentlovrenc.
Rodil se je očetu Lovrencu in materi Marjani (rojeni Jamnl). Oblak je študiral teologijo v Ljubljani in bil leta 1894 posvečen v duhovnika. Od leta 1905 do 1953 je bil župnik v Šentlovrencu na Dolenjskem, kjer je spodbujal razvoj zadružnega kmetijstva. V Šentlovrencu so na njegovo pobudo 1907 ustanovili zadružno mlekarno in 1913 dogradili veliko pitališče za prašiče, ki je bilo dolgo vrsto let središče moderne prašičjereje na Dolenjskem.
Oblak je avtor življenjepisa o Sv. Frančišku Serafskemu, leta pa 1927 je izdal strokovno knjigo Naša prašičja reja.